# ハーシーとチェイスの実験
ハーシーとチェイスの実験（ハーシーとチェイスのじっけん）は、1952年にアルフレッド・ハーシーとマーサ・チェイスによって行われた一連の実験である。1944年のアベリー-マクロード-マッカーティの実験によって最初に実証された「デオキシリボ核酸 (DNA) が遺伝物質である」ことを裏付けた。1869年以来DNAの存在こそ生物学者の間でよく知られていたが、当時はその大多数が、遺伝情報の担い手となる物質はタンパク質であろうと考えていた。

## 内容

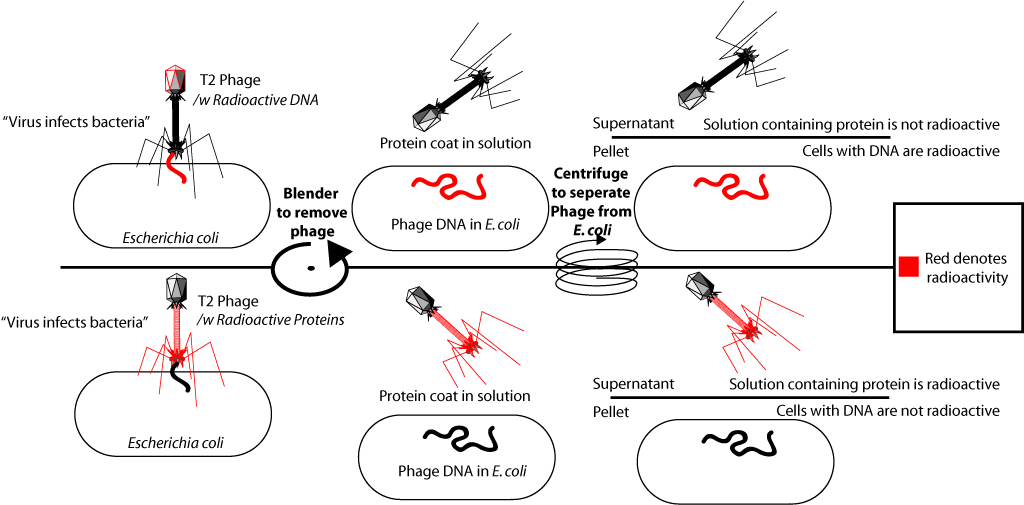
実験の概観

ハーシーとチェイスはT2ファージを用いた。このウイルスは大腸菌に寄生し、内部で増殖すると細菌を崩壊させて外に出て、また新たな細菌に感染する。ファージはほぼ核酸とタンパク質のみからできている。彼らはこのどちらかが遺伝子であると考え、それぞれの振る舞いを追跡した。そのための目印として放射性同位体を利用した。
彼らは放射性同位体であるリン32（リンはDNA中には存在するが、タンパク質には含まれない）でファージのDNAを、硫黄35（硫黄はタンパク質中には存在するが、DNAには含まれない）でタンパク質をラベルした。このように放射性同位体によってラベルされた物質を放射性トレーサーと呼ぶ。
具体的にはリン32の場合であれば、まず大腸菌用培地の成分中のリンを放射性同位体としたものを用意し、この培地で大腸菌を培養し増殖させる。これによってその体を構成するリンがすべて放射性同位体である大腸菌ができる。次にこの大腸菌にファージを感染させると、増殖したファージに含まれるリンは放射性同位体からなるものとなる。
このようにしてラベルされたファージを通常の（放射性同位体によってラベルされていない）大腸菌に感染させ、感染した細胞をミキサーで撹拌し、遠心機で2つの画分に分けると、一方からはタンパク質からなるファージの空の外殻が得られ、もう一方からはファージに感染した大腸菌の細胞が得られる。ここで放射性トレーサーがどちらに見いだせるかを調べた。
実験の結果、リン32でラベルした場合は放射性トレーサーが大腸菌の細胞からのみ検出され、タンパク質の外殻からは検出されなかった。一方で硫黄35でラベルした場合は放射性トレーサーがタンパク質の外殻から検出され、感染した大腸菌からは検出されなかった。しかも感染直後に外殻を取り分けた場合にも、大腸菌の内部でファージの増殖が滞りなく進むことも確認された。それによって「バクテリアに感染する遺伝物質はDNAである」ことが裏付けられた。

## 背景
当時ウイルスは電子顕微鏡によってようやくその形を確認できるようになった段階だった。ファージの場合、下に示されている細部の構造はまだ知られておらず、単に頭部と尾部に分かれていることが明らかになっていたにすぎない。またウイルスの増殖の仕組みは全くわかっていなかった。細胞培養も未発達であったことから、生きた細胞内でしか増殖しないウイルスの研究は困難であった。そのため、体細胞よりもはるかに培養しやすい細菌を宿主とするウイルスであるファージが研究対象（モデル生物）として重視され始めていた。
T2ファージの場合、感染後わずか数10分で100個ものウイルス粒子が出現し、これは一般の微生物の増殖に比べてかなり早い。この間の経過については、主として以下の2つの説があった。
- 一般の微生物と同様、細胞内で分裂して増殖する。
- ウイルスの母体あるいは前駆物質のようなものが細胞内に始めから存在しており、ファージが感染することで前駆物質が組み立てられてウイルス粒子が出現する、いわば触媒の様な役割を担う。

またファージの侵入後、一定時間は有効なファージ粒子が細胞内に存在しない時間（暗黒期）があり、この理由も謎であった。
この実験の以前にもファージに放射性同位体でマークして追跡する実験はあった。その結果ファージの構成物質のほとんどが大腸菌由来であることが判明しており、これは触媒説を支持するとの見方があった。ハーシーとチェイスの実験は、これをより詳細に物質ごとに分けて追跡したものである。

## 解釈

T2ファージの構造の概観

この実験によって宿主細胞内に侵入するのはDNAのみであることが判明し、これによってファージの遺伝子が核酸であることが明らかになった。外殻は決して細菌細胞内に入らず、ウイルスの増殖にも無関係であることが実験結果から判る。これはウイルスの増殖のあり方を知る重要な一歩であった。
現在では、ファージの構造は頭部に収められている遺伝物質とそれを包むタンパク質の外殻のみで構成されており、外殻がバクテリアの外膜に取り付いて自身の遺伝物質を注入することでバクテリアに感染し、空になった外殻をバクテリアの外に残すことや、侵入した遺伝物質がバクテリアの遺伝子複製機構・転写機構・タンパク質生産機構を利用してファージを生産させることがわかっている。
より一般的には、この実験は遺伝子の実体がDNAであることを直接に示した最初の例でもあった（現在ではウイルスは生物ではないとする立場もあるため、厳密には遺伝子とは言えない場合もある。ただし当時はウイルスは未知の微生物とされていたので問題視されなかった）。先行する例としてアベリー-マクロード-マッカーティの実験があるが、これは直接に遺伝子であることを確認したのではなく（それが遺伝子であろうと推測はされていた）形質転換の原因物資を特定したにすぎない。この実験はDNAが実際に遺伝子として振る舞うことを確認した点で重要である。
1969年にハーシーは「ウイルスの複製機構と遺伝的構造に関する発見」の功績から、ノーベル生理学・医学賞を共同受賞した。